# Miami Heat 2008-2009
La stagione 2008-09 dei Miami Heat fu la 21ª nella NBA per la franchigia.
I Miami Heat arrivarono terzi nella Southeast Division della Eastern Conference con un record di 43-39. Nei play-off persero al primo turno con gli Atlanta Hawks (4-3).

## Risultati
| Squadra           | V  | P  | %    | GB |
| ----------------- | -- | -- | ---- | -- |
| Orlando Magic     | 59 | 23 | 72,0 | -  |
| Atlanta Hawks     | 47 | 35 | 57,3 | 12 |
| Miami Heat        | 43 | 39 | 52,4 | 16 |
| Charlotte Bobcats | 35 | 47 | 42,7 | 24 |
| Wash. Wizards     | 19 | 63 | 23,2 | 40 |

## Roster
| N° | Naz.                   | Ruolo | Sportivo         | Anno | Alt. | Peso \|\| |
| -- | ---------------------- | ----- | ---------------- | ---- | ---- | --------- |
| 1  | Stati Uniti (bandiera) | GA    | Dorell Wright    | 1985 | 201  | 91        |
| 3  | Stati Uniti (bandiera) | G     | Dwyane Wade      | 1982 | 193  | 96        |
| 5  | Stati Uniti (bandiera) | G     | Marcus Banks     | 1981 | 188  | 91        |
| 6  | Stati Uniti (bandiera) | G     | Mario Chalmers   | 1986 | 185  | 86        |
| 7  | Stati Uniti (bandiera) | A     | Shawn Marion     | 1978 | 201  | 100       |
| 7  | Stati Uniti (bandiera) | AC    | Jermaine O'Neal  | 1978 | 211  | 103       |
| 8  | Stati Uniti (bandiera) | G     | Shaun Livingston | 1985 | 201  | 83        |
| 8  | Stati Uniti (bandiera) | A     | Jamario Moon     | 1980 | 203  | 93        |
| 9  | Francia (bandiera)     | A     | Yakhouba Diawara | 1982 | 201  | 102       |
| 11 | Stati Uniti (bandiera) | G     | Chris Quinn      | 1983 | 188  | 84        |
| 13 | Stati Uniti (bandiera) | G     | Luther Head      | 1982 | 191  | 84        |
| 14 | Stati Uniti (bandiera) | G     | Daequan Cook     | 1987 | 196  | 93        |
| 15 | Stati Uniti (bandiera) | C     | Mark Blount      | 1975 | 213  | 104       |
| 21 | Canada (bandiera)      | A     | Jamaal Magloire  | 1978 | 211  | 117       |
| 22 | Stati Uniti (bandiera) | A     | James Jones      | 1980 | 203  | 102       |
| 30 | Stati Uniti (bandiera) | A     | Michael Beasley  | 1989 | 206  | 107       |
| 40 | Stati Uniti (bandiera) | A     | Udonis Haslem    | 1980 | 203  | 104       |
| 50 | Canada (bandiera)      | C     | Joel Anthony     | 1982 | 206  | 111       |

## Staff tecnico
- Allenatore: Erik Spoelstra
- Vice-allenatori: Keith Askins, David Fizdale, Chad Kammerer, Bob McAdoo, Ron Rothstein
- Preparatore fisico: Bill Foran